# Liste der Monuments historiques in Peigney
Die Liste der Monuments historiques in Peigney führt die Monuments historiques in der französischen Gemeinde Peigney auf.

## Liste der Immobilien
| Bezeichnung                         | Beschreibung            | Standort                     | Kennzeichnung | Schutzstatus | Datum | Bild |
| ----------------------------------- | ----------------------- | ---------------------------- | ------------- | ------------ | ----- | ---- |
| Wegekreuz                           | aus dem 15. Jahrhundert | Rue du Mont (Lage)           | PA00079179    | Inscrit      | 1927  |      |
| Kirche Notre-Dame-en-son-Assomption |                         | Rue Nicolas-Blanchard (Lage) | PA00079180    | Inscrit      | 1927  |      |

## Liste der Objekte
| Bezeichnung                                | Beschreibung                                        | Standort                                          | Kennzeichnung | Schutzstatus | Datum | Bild |
| ------------------------------------------ | --------------------------------------------------- | ------------------------------------------------- | ------------- | ------------ | ----- | ---- |
| Skulptur Madonna mit Kind                  | Holz, farbig gefasst und vergoldet, 18. Jahrhundert | in der Kirche Notre-Dame-en-son-Assomption (Lage) | PM52000989    | Classé       | 1967  |      |
| Skulptur Heilige Katharina von Alexandrien | Holz, farbig gefasst, 16. Jahrhundert               | in der Kirche Notre-Dame-en-son-Assomption (Lage) | PM52000990    | Classé       | 1967  |      |
| Triumphbogen                               | Schmiedeeisen, vergoldet, 18. Jahrhundert           | in der Kirche Notre-Dame-en-son-Assomption (Lage) | PM52000991    | Classé       | 1967  |      |